# Краплі
Кра́плі (лат. Gutta (-ae, -as)) — рідка лікарська форма для зовнішнього і внутрішнього застосування, яка являє собою розчин з однієї чи декількох діючих речовин, які при застосуванні відмірюють (дозують) краплями.
Дозування лікарських засобів в краплях приблизне, оскільки маса краплини залежить від її об'єму, питомої ваги розчину та інших факторів.
В краплях не назначають нерозчинних, незмішуваних речовин або тих, що вимагають суворого дозування. Зовнішньо їх застосовують в очі, ніс, вуха і т. д., приймають всередину в різних формах. Як розчинники для очних крапель використовують масла (персикове або мигдалеве), стерильні ізотонічні розчини володіють консервуючими і буферними властивостями. Як стабілізатор часто застосовують ізотонічний розчин борної кислоти — 1,9 % (рН 5,0), який володіє вираженою антимікробною дією.